# Мухаммад Ашраф
Чаудрі Мухаммад Ашраф (англ. Choudhry Muhammad Ashraf; нар. 23 вересня 1927) — пакистанський борець вільного стилю, бронзовий призер Азійських ігор, чемпіон Ігор Співдружності, учасник Олімпійських ігор.

## Життєпис
Боротьбою почав займатися з 1948 року. Виграв свою першу велику міжнародну медаль для Пакистану на Азійських іграх 1954 року, коли взяв бронзу в цих змаганнях. Через два роки він представляв свою країну на Олімпійських іграх у Мельбурні 1956 року, де вибув у четвертому раунді. Він вибув у першому раунді Азійських ігор 1958 року від олімпійського чемпіона Емама Алі Хабібі з Ірану, але виграв золото на Іграх Співдружності того ж року. У 1960 році очолив збірну Пакистану з боротьби, з якою через два роки виграв Ігри Співдружності. Він залишався тренером збірної Пакистану до 1972 року, після чого переїхав до Австралії, щоб допомагати тренувати їхню національну збірну, і оселився там назавжди.

## Спортивні результати на міжнародних змаганнях

### Виступи на Олімпіадах
| Змагання                    | Збірна   | Вагова категорія          | Місце |
| --------------------------- | -------- | ------------------------- | ----- |
| Літні Олімпійські ігри 1956 | Пакистан | вільна боротьба, до 67 кг | 7     |

### Виступи на Чемпіонатах світу
| Змагання                        | Збірна   | Вагова категорія          | Місце |
| ------------------------------- | -------- | ------------------------- | ----- |
| Чемпіонат світу з боротьби 1959 | Пакистан | вільна боротьба, до 67 кг | 5     |

### Виступи на Азійських іграх
| Змагання           | Збірна   | Вагова категорія          | Місце  |
| ------------------ | -------- | ------------------------- | ------ |
| Азійські ігри 1954 | Пакистан | вільна боротьба, до 67 кг | Бронза |
| Азійські ігри 1958 | Пакистан | вільна боротьба, до 67 кг | 4      |

### Виступи на Іграх Співдружності
| Змагання                | Збірна   | Вагова категорія          | Місце  |
| ----------------------- | -------- | ------------------------- | ------ |
| Ігри Співдружності 1958 | Пакистан | вільна боротьба, до 67 кг | Золото |